# Aeglopsis beguei
Aeglopsis beguei är en vinruteväxtart som beskrevs av A. Cheval.. Aeglopsis beguei ingår i släktet Aeglopsis och familjen vinruteväxter. Inga underarter finns listade i Catalogue of Life.